# Gornji Striževac
Gornji Striževac (izvirno srbsko Горњи Стрижевац) je naselje v Srbiji, ki upravno spada pod Občino Babušnica; slednja pa je del Pirotskega upravnega okraja.

## Demografija
V naselju živi 149 polnoletnih prebivalcev, pri čemer je njihova povprečna starost 61,7 let (58,6 pri moških in 65,0 pri ženskah). Naselje ima 84 gospodinjstev, pri čemer je povprečno število članov na gospodinjstvo 1,83.
|  |

| Demografija | Demografija     | Demografija     |
| Leto        | Št. prebivalcev | Št. prebivalcev |
| ----------- | --------------- | --------------- |
|             |                 |                 |
|             |                 |                 |
|             |                 |                 |
|             |                 |                 |
| 1948        | 960             |                 |
| 1953        | 960             |                 |
| 1961        | 787             |                 |
| 1971        | 601             |                 |
| 1981        | 399             |                 |
| 1991        | 228             | 228             |
| 2002        | 154             | 154             |
|             |                 |                 |

| Etnična sestava po popisu iz leta 2002 | Etnična sestava po popisu iz leta 2002 | Etnična sestava po popisu iz leta 2002 | Etnična sestava po popisu iz leta 2002 | Etnična sestava po popisu iz leta 2002 |
| -------------------------------------- | -------------------------------------- | -------------------------------------- | -------------------------------------- | -------------------------------------- |
| Srbi                                   | Srbi                                   |                                        | 153                                    | 99,35%                                 |
| Neznano                                | Neznano                                |                                        | 0                                      | 0,0%                                   |